# Mouse Cove
Die Mouse Cove (englisch für Mausbucht) ist eine etwa 300 m lange Nebenbucht der Queen Maud Bay an der Südküste Südgeorgiens im Südatlantik. Sie liegt auf der Nordseite der Núñez-Halbinsel. Die Wrackreste einer Schaluppe befinden sich an ihrem Ufer.
Wissenschaftler des British Antarctic Survey benannten sie nach einer damals hier ansässigen Kolonie von Hausmäusen.